# Chiesa di Saint-Denis-de-la-Chartre
La chiesa di Saint-Denis-de-la-Chartre o più precisamente la chiesa del priorato di Saint-Denis-de-la-Chartre era un'antica chiesa di Parigi che si trovava sull'Île de la Cité.

## Posizione
La chiesa di Saint-Denis-de-la-Chartre si trovava in rue de la Lanterne-en-la-Cité all'angolo nord di rue du Haut-Moulin di fronte a rue de la Pelleterie , all'ingresso del Pont Notre-Dame all'angolo tra l'attuale Quai de la Corse e rue d'Arcole.

## Storia
Questa chiesa, che forse esisteva già all'inizio dell'XI secolo, venne costruita nel XII o XIII secolo in allineamento con la parte settentrionale delle antiche mura gallo-romane. Circondata da una piccola "censive", fu sede di una delle 14 parrocchie della Città fondata a metà XI secolo.
La popolazione di questa piccola parrocchia intorno al priorato era stimata in base alle taglie a 1.060 abitanti intorno al 1300.
La parrocchia fu trasferita alla chiesa di San Sinforiano nel 1618 e fusa con la parrocchia di Sainte-Madeleine nel 1698
La chiesa fu ricostruita nel XIV secolo e demolita nel 1810.